# Lista najwyższych wież

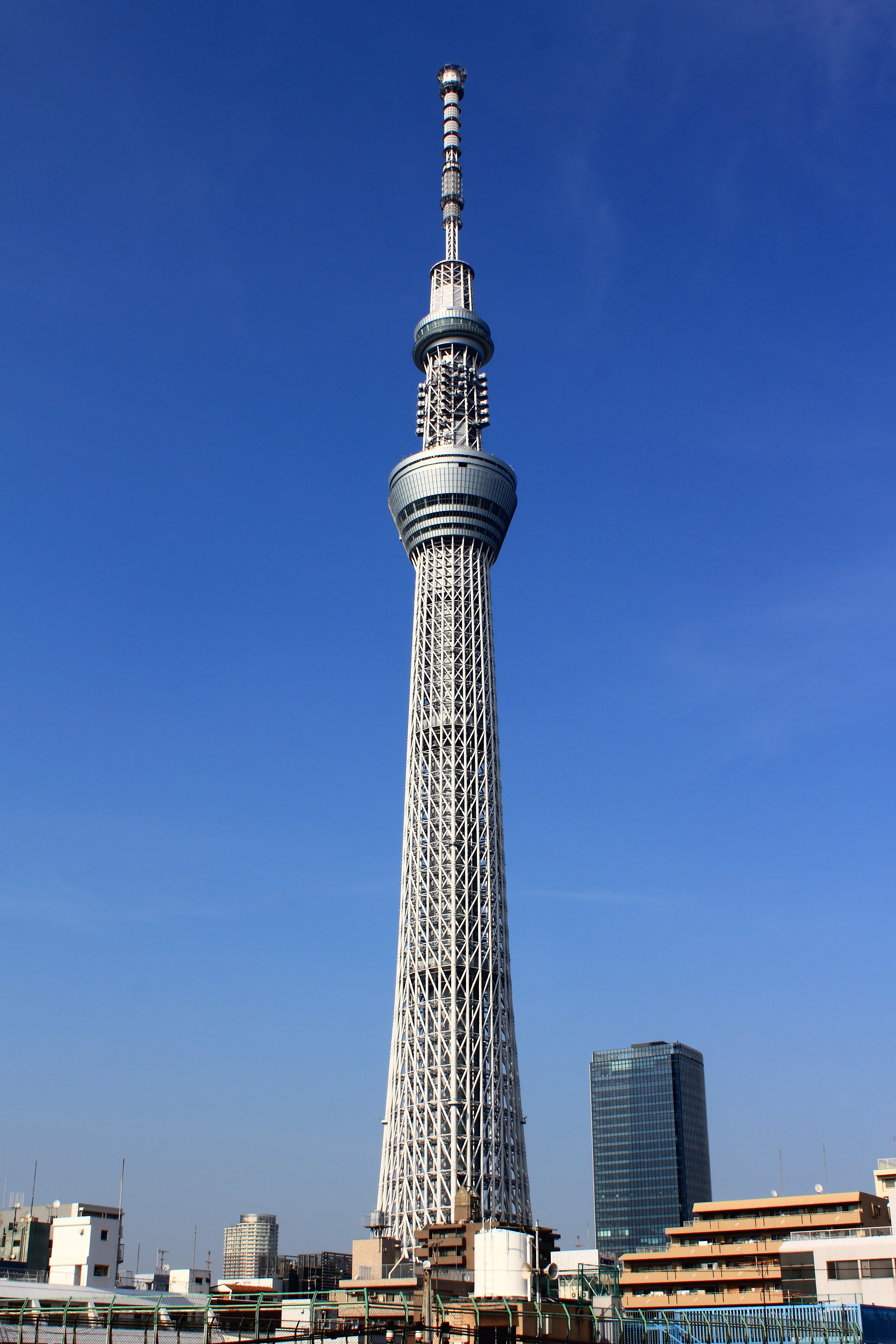
Najwyższa wieża na świecie – Tokyo Skytree

Wieże od lat należą do najwyższych konstrukcji na świecie, a przez wiele dekad (do czasu budowy Burdż Chalifa) były najwyższymi wolno stojącymi konstrukcjami na świecie. Głównym zastosowaniem tych budynków jest zazwyczaj transmisja sygnału radiowego i telewizyjnego. Najwyższe wieże często stanowią atrakcję turystyczną i część z nich udostępnia zwiedzającym obrotowe restauracje i galerie widokowe.

## Definicja wieży
Wieża to wolno stojąca budowla posiadająca dach i fundamenty. Zasadniczą różnicą między wieżą a wieżowcem (oprócz smukłości i innych różnic wizualnych) jest procent wysokości zajęty przez piętra użytkowe. W przypadku wież wynosi on mniej niż 50 procent, natomiast jeśli ten próg jest przekroczony, to budynek można traktować jako wieżowiec (o ile jest odpowiednio wysoki).

## Zestawienie wież o wysokości przynajmniej 300 metrów
Zestawienie zawiera obecnie najwyższe wieże na świecie wraz z ich wysokością i położeniem. Zestawienie nie zawiera wieżowców i nieukończonych wież.
| Zdjęcie | Nazwa                                                   | Lokalizacja - miasto | Lokalizacja - kraj | Wysokość | Rok ukończenia budowy | Opis |
|         | Tokyo Skytree                                           | Tokio                | Japonia            | 634 m    | 2012                  | |
|         | Guangzhou TV & Sightseeing Tower                        | Kanton               | Chiny              | 604 m    | 2010                  | Wieża przez krótki czas nosiła tytuł najwyższej wieży na świecie, zastępując CN Tower, zanim została wyprzedzona przez Tokyo Skytree |
|         | CN Tower                                                | Toronto              | Kanada             | 553,33 m | 1976                  | Najwyższa wolno stojąca budowla w Ameryce Północnej i najwyższa na świecie do września 2007 roku                                     |
|         | Wieża telewizyjna Ostankino                             | Moskwa               | Rosja              | 540,0 m  | 1967                  | Najwyższa wolno stojąca budowla w Europie i najwyższa na świecie w latach 1967–1976                                                  |
|         | Oriental Pearl Tower                                    | Szanghaj             | Chiny              | 468,0 m  | 1994                  | |
|         | Bordż-e Milad                                           | Teheran              | Iran               | 435,0 m  | 2007                  | |
|         | Menara Kuala Lumpur                                     | Kuala Lumpur         | Malezja            | 421,0 m  | 1995                  | |
|         | Tianjin Radio & Television Tower                        | Tianjin              | Chiny              | 415,0 m  | 1991                  | |
|         | Central Radio & TV Tower                                | Pekin                | Chiny              | 405,0 m  | 1976                  | |
|         | Kijowska wieża telewizyjna                              | Kijów                | Ukraina            | 385,0 m  | 1973                  | Najwyższa kratownicowa, stalowa wieża świata                                                                                         |
|         | Wieża telewizyjna w Taszkencie                          | Taszkent             | Uzbekistan         | 374,9 m  | 1985                  | |
|         | Liberation Tower                                        | Kuwejt               | Kuwejt             | 372,0 m  | 1996                  | |
|         | Wieża telewizyjna w Ałmaty                              | Ałmaty               | Kazachstan         | 371,5 m  | 1983                  | |
|         | Północny słup energetyczny Południowy słup energetyczny | Archipelag Zhoushan  | Chiny              | 370 m    | 2009                  | Najwyższe słupy energetyczne świata, jedne z najwyższych stalowych wież na świecie.                                                  |
|         | Riga Radio & TV Tower                                   | Ryga                 | Łotwa              | 368,5 m  | 1987                  | |
|         | Berliner Fernsehturm                                    | Berlin               | Niemcy             | 368,0 m  | 1969                  | |
|         | Stratosphere Las Vegas                                  | Las Vegas            | USA                | 350,2 m  | 1996                  | |
|         | Pylon pierwszy Pylon drugi                              | Jiangyin             | Chiny              | 347,0 m  | 2003                  | |
|         | West Pearl Tower                                        | Chengdu              | Chiny              | 339,0 m  | 2004                  | |
|         | Macau Tower                                             | Makau                | Chiny              | 338,0 m  | 2001                  | |
|         | Europaturm                                              | Frankfurt nad Menem  | Niemcy             | 337,5 m  | 1979                  | |
|         | Dragon Tower                                            | Harbin               | Chiny              | 336,0 m  | 2000                  | |
|         | Tokyo Tower                                             | Tokio                | Japonia            | 332,6 m  | 1958                  | |
|         | Emley Moor TV Tower                                     | Huddersfield         | Wielka Brytania    | 330,5 m  | 1970                  | |
|         | WITI TV Tower                                           | Shorewood            | USA                | 329,0 m  | 1962                  | |
|         | Sky Tower                                               | Auckland             | Nowa Zelandia      | 328 m    | 1997                  | |
|         | WSB TV Tower                                            | Atlanta              | USA                | 327,6 m  | 1957                  | |
|         | Wieża w Wilnie                                          | Wilno                | Litwa              | 327 m    | 1980                  | |
|         | Wieża Eiffla                                            | Paryż                | Francja            | 324,0 m  | 1889                  | |
|         | Jiangsu Nanjing TV Tower                                | Nankin               | Chiny              | 318,5 m  | 1996                  | |
|         | Teletorn                                                | Tallinn              | Estonia            | 318,0 m  | 1980                  | |
|         | KCTV Tower 2                                            | Kansas City          | USA                | 317,5 m  | 1956                  | |
|         | Atlanta Turner Broadcasting Tower                       | Atlanta              | USA                | 314,3 m  | 1980                  | |
|         | Tortoise Mountain TV Tower                              | Wuhan                | Chiny              | 312,0 m  |                       | |
|         | Wieża w Erywaniu                                        | Erywań               | Armenia            | 311,7 m  | 1977                  | |
|         | Azeri TV Tower                                          | Baku                 | Azerbejdżan        | 310,0 m  | 1996                  | |
|         | Wieża w Sankt Petersburgu                               | Petersburg           | Rosja              | 310,0 m  | 1963                  | |
|         | Sydney Tower                                            | Sydney               | Australia          | 309,0 m  | 1981                  | |
|         | Liaoning Broadcast and TV Tower                         | Shenyang             | Chiny              | 305,5 m  | 1989                  | |
|         | VRT Toren                                               | Sint-Pieters-Leeuw   | Belgia             | 300,0 m  | 1996                  | |
|         | Wieża w Bombaju                                         | Bombaj               | Indie              | 300,0 m  |                       | |